# Болезнь Гризеля
Болезнь Гризеля (кривошея Гризеля) — спондилоартрит верхнешейного отдела. Заболевание не связано с травмой или заболеванием костей. Возникает чаще у детей на фоне воспалительных процессов в зеве или носоглотке. Воспаление распространяется на заглоточные лимфатические узлы и затем на околопозвоночные мышцы, прикрепляющиеся к черепу и первому шейному позвонку, которые принимают участие в ротационном движении вокруг зубовидного отростка второго шейного позвонка. При этом околопозвоночные мышцы реагируют стойким укорочением, приводящим к подвывиху первого шейного позвонка и кривошее. Возможно, в появлении кривошеи имеет значение слабость связочного аппарата шеи, допускающая смещение атланта.

## Причины появления заболевания
В литературе описаны случаи появления болезни Гризеля после ринофарингита, абсцесса миндалин, среднего отита. Более того, этот синдром может наблюдаться после многочисленных отоларингологических процедур, таких как адено-тонзиллэктомия и мастоидэктомия.

## Симптомы болезни Гризеля
Заболевание начинается с подъема температуры тела, явлений токсикоза и появления кривошеи, при которой голова больного с одной стороны наклоняется к плечу, одновременно поворачиваясь в другую сторону. В ряде случаев отмечается болезненный наклон головы вперед. В редких случаях болезнь возникает внезапно, когда утром больной замечает необычное положение головы, сопровождающееся болезненностью. Возможны головокружение, головная боль, нарушение зрения (двоение в глазах), светобоязнь.

## Диагностика заболевания
Дифференциальная диагностика должна исключить менингеальную инфекцию, опухоль головного мозга и даже инородное тело в пищеводе. Рентген и компьютерная томография шейного отдела позвоночника может подтвердить диагноз.